# 奧古斯丁草
奧古斯丁草（学名：Stenotaphrum secundatum）为禾本科鈍葉草屬下的一个种。

## 扩展阅读
- 圣奥古斯汀草[]